# 正義は勝つ
『正義は勝つ Justice・for・all』（せいぎはかつ）は、1995年10月18日から同年12月20日までフジテレビ系列「水曜劇場」枠で、毎週水曜 21:00 - 21:54（JST）に放送されたテレビドラマ。主演は織田裕二。全10話。

## 概説
主人公、高岡淳平は大手法律事務所のセントラル・ロー・オフィスに勤める弁護士で、所長を初めとしたパートナー達やクライアントである大手企業からの信頼も厚く、デビュー戦以来25連勝の凄腕である。新米弁護士・姫野京子は彼に出会い、弁護士としての目標と憧れるが、淳平の手段を選ばないやり方に失望する。しかし、自らの利害で行動する淳平に結果的に助けられ、淳平は京子との交流を深める。
大手法律事務所に務める敏腕弁護士が新米弁護士との出会いを経て、自分の父を死に追いやった巨大な陰謀と戦うシリアスな社会派ドラマ。

## あらすじ
新進気鋭の若手弁護士・高岡淳平は「セントラル・ロー・オフィス」の広告塔として常勝を続けていた。公判後にインタビューを受ける淳平を目にした新米弁護士の姫野京子は「大切なことは真実を明らかにすることだ。正義は勝つ」と豪語する様に憧れの念を抱く。だが、淳平は裁判に勝つ為ならばあらゆる手段を用い、「真実を明らかにすることで他人を踏みにじる」非情で冷徹な男だった。淳平の裁判を傍聴した京子は婚約者の前で過去の不倫を暴き、原告の女性を追い詰める姿に幻滅。淳平に「あなたは最低の弁護士だ」と言い放つが、淳平は「俺もそう思う」と真顔で告げるのだった。京子の上司・塚田等はそんな二人を複雑な面持ちで見守っていた。
年長ながら淳平の同期である「和解の達人」・石田学は淳平の誠実な人柄や仲間思いの一面をよく知る人物。事務所の同僚弁護士・戸川光江となし崩しに交際する石田だが、京子と知り合い好意を抱く。石田と親しくなった京子は淳平の父親がかつては弁護士だった事実を知る。また、依頼人のために全力を尽くし、違法スレスレの法廷戦術を駆使し、百戦錬磨のやり手弁護士たちとの真っ向勝負を制しながら、弁護士の心得や裁判のヒントを教える淳平の姿に京子は少しずつ誤解を解いていく。
本人たちの友情とは裏腹に、パートナー（共同経営者）への出世を争う立場にいる淳平と石田。戸川は石田に肩入れし、ときに淳平の裁判を妨害する。やがて火事で全焼した工場を巡り、企業と保険会社の大がかりな裁判が舞い込む、和解が妥当と考える淳平は石田にその裁判を譲るのだが、通報者の少年が証言を翻したことで石田は絶体絶命の窮地に陥る。見かねた淳平が助け船を出したことが決定打となってしまい、淳平は石田より先に出世。二人の友情に亀裂が生じてしまう。
やがて、京子も弁護士として裁判に臨む。だが、ある案件において偶然にも原告側の不法行為を知ってしまう。告発すれば弁護士の職責に反し、守秘義務を守って裁判に勝てば不法行為に荷担したことになる。追い詰められた京子は苦悩し、あろうことか裁判を欠席してしまう。淳平はそんな京子のため寝る間を惜しんで協力。決定的な証拠を提示し、原告が訴えを取り下げたことで京子の名誉は守られた。その際、淳平は弁護士だった父親が依頼人の不正を告発しようとして、逆に横領罪で告発されて有罪となり、弁護士資格を剥奪されて自殺したと話す。その後、父の事務所で“イソベン”（居候弁護士）をしていた現「セントラル・ロー・オフィス」主催・大内将雄の援助で進学し、弁護士の道を志したのだった。大内の教育により自分のスタイルを作り上げた淳平だったが、自らの正義を貫こうとした父・謙次郎を尊敬していた。
パートナーとなった淳平に海外で変死した商社マンの過労死認定という案件が舞い込む。大内の差し金で商社側の代理人となった淳平はその案件の背後に巨大な陰謀の影を発見する。その頃、京子は塚田と謙次郎、大内が旧知の仲であったことを知る。謙次郎の親友だった塚田は友の無罪を立証すべく裁判を戦うが、無罪を証明する決定的証拠を紛失してしまい敗訴した苦い過去を抱えていた。謙次郎を陥れた相手こそは淳平が弁護する巨大商社ビッグストーンインターナショナルの前身・黒菱商事だった。石田は堪らず、遺恨を乗り越えて淳平にその事実を伝える。一方、顧問弁護士を差し置き淳平が代理人に指名された経緯を疑っていた戸川は事務所の帳簿が改竄されている事実を知るが、大内の陰謀により逆らうことが出来なくなってしまう。
そうしていくなかで淳平は父の死の真相に迫ってゆく。

## キャスト

### 主人公
高岡 淳平〈29〉
演 - 織田裕二（15歳時：岡田義徳）
昭和63年中央大学法学部卒。昭和62年、20歳で司法試験に合格。平成2年、司法修習修了（第42期）。同年、弁護士登録（東京第一弁護士会、登録番号291820）。横浜市内にある「セントラル・ロー・オフィス」のアソシエート弁護士。後にパートナー弁護士に昇格する。性格は真面目で誠実かつ勉強熱心。固い表情を浮かべることが多いもののユーモアのセンスも持ち合わせ、周囲への気配りを欠かさず仲間思いで義理堅い。
幼くして母を亡くし、父子家庭に育つ。子供の頃から父・謙次郎の弁護士事務所に出入りしていた。淳平が高校生になって間もなく謙次郎がある案件に際し、依頼人の不正を知って苦悩した際にはその背中を後押しして告発に踏み切らせた。だが、その結果、謙次郎は横領罪で逆に告発されて有罪判決を受け、弁護士資格を剥奪された後、自殺。父の事務所に出入りしていた大内が育て親となり進学し、司法試験に合格した。
「真実は常に1つだ。しかしそれを明らかにすることが正義だとは思わない」、「裁判は勝った方が真実なんです」と言い、依頼人の為に全力を尽くし、法廷戦術に長けるが、裁判に勝つ為には手段を選ばない。ある裁判では筆跡鑑定に証拠能力がないことを証明するため、わざと証拠品をねつ造してその事実を認め、原告側の決定的証拠を無効化するなどかなり際どい手法を用いる。
名実ともに事務所の花形弁護士で女子職員からの人気も高い。反面、私生活は事務所と弁護士会館、自宅を行き来するだけの淡泊で彩りに欠ける生活。食事は宅配ピザやファーストフードで済ませる反面、高級マンションに一人暮らしで愛車はベンツのコンバーチブル（価格は1,000万円）。

### セントラル・ロー・オフィス
石田 学〈34〉
演 - 段田安則
早稲田大学法学部卒。学生時代、「富山の神童」ともてはやされる。淳平の同僚であるアソシエート弁護士で、セントラルには同期入所。事務所の歓迎会で酔い潰れ、淳平宅に泊まったのがきっかけとなり年齢差はあるものの厚い友情で結ばれる。ただ、淳平が多忙なため仕事上がりに飲みに行ったりする機会はほとんどなく、昼食を共にする程度。性格は真面目で不器用なまでに正直。淳平が京子の初裁判で密かに掴んだ証拠を石田に託した際にも、一瞬躊躇したものの事実を正直に伝えている。
常勝記録を続ける淳平に対し、和解で決着させることを得意とする穏健派弁護士。互いに得意分野が異なることでお互いを認め合っている。ただ、顧客が小さく数をこなすばかりで、地味で冴えないせいもあって、パートナー会議での評価は低く、女子職員の受けはイマイチ。戸川の強引な誘いを断れず、なし崩しに交際させられており、彼女には頭が上がらない。
「弁護士は医師と同じで、原告も被告も心に不安を抱えている。それを治し和解させるのが自分の仕事」という信念を持つ。
真面目な優等生タイプの京子に好意を抱き、名刺をもとに塚田事務所を訪ねて以来親しくしている。ただ、京子の関心が自分には向かず、淳平に向いていると悟って自然な形で身を退いている。
出世のかかった裁判を淳平に譲られたことを戸川から聞いて自尊心を傷つけられ、更にはピンチを救われたことで格の違いを見せつけられたと痛感し、淳平を避けるようになる。だが、父親の敵である企業の代理人となった淳平を見るに見かねる。横領疑惑をかけられ逮捕された淳平の窮地を救うため、京子や塚田と共に奔走する。その後、淳平が大内を脱税容疑で告発したことでセントラルは評判を落とし落ち目となるが、脱税に無関係な一般職員たちの為に残ることを決断する。
戸川 光江〈35〉
演 - 室井滋
淳平と石田の先輩。ハーバード大学卒。セントラルのパートナー弁護士。
最年少で大内からパートナー指名された気の強い才女。飛ぶ鳥を落とす勢いで活躍する淳平を苦々しく思っており、パートナー会議でも石田を対抗馬として推す。また、完全無欠な淳平の弱みを握るべく身上調査を行い、父親が元弁護士という履歴を知って、角藤に金を渡して調査させるなど、追い落としのためなら手間も金も惜しまない。淳平の代理人補佐として著作権裁判を戦った際には相手側弁護士に匿名で情報を流していたが、逆にそれを利用されて一泡吹かされた。
結局、淳平に最年少記録を破られ、すっかり落ち目になってしまう。石田の情報で事務所が行っている資金洗浄を調べようとして二重帳簿の事実を知るが、大内が自分をパートナーにしたのは発覚した際に経理上の不正は戸川が単独で行ったと切り捨てるつもりでいたことを明かされ、その軍門に屈する。
著作権関係の事件や福祉分野の訴訟が得意。石田に対して一方的に入れあげ、職場でも私生活でも彼を持ち上げようと必死になっている。
『ビッグトゥデイ』にコメンテーターとして出演しているなど活躍は多岐にわたっている。
大内 将雄〈50〉
演 - 井上順
早稲田大学法学部卒。セントラルの所長。高岡謙次郎の下で居候弁護士をしていたが、彼の死後に淳平を引き取り、わずか30台半ばにして独立。浅野匠一、堀部安秀両弁護士とセントラル・ロー・オフィスを共同設立、主宰となる。法曹界に強力なコネクションを作り上げており、商売敵の検事でさえ意のままに操れる。
若い頃に世話になった謙次郎に恩義は感じているものの、弁護士という職業については正反対の考え方を持ち、弁護士を志した淳平を“謙次郎のようにしない”ため手ずから育て上げた。淳平の優れた法廷戦術は大内の教えによるところが大きく、彼もまた勝つためには手段を選ばない。
将来的に独立を考えて、事務所で出世することに興味のない淳平が「裁判に負ければ進退を問われる」石田を強引な手段で救ったことの代償としてパートナーに指名する。その最初の仕事として謙次郎を陥れたビッグストーン・インターナショナルの案件を担当させる。
事務所に入る際に淳平は大内に白紙委任状を預けており、結果的に父と同様に弁護士資格を剥奪される結果となる。
浅野 匠一
演 - 佐々木勝彦
セントラルのパートナー弁護士。
堀部 安秀
演 - 藤田宗久
セントラルのパートナー弁護士。
相沢 弘美
演 - 古川りか
石田の秘書。
山口 里美
演 - 宮沢美保
淳平の秘書。

### 塚田法律事務所
姫野 京子〈25〉
演 - 鶴田真由
お茶の水女子大学卒。塚田法律事務所に務める新米弁護士。
司法書士の勉強が高じて六法全書を暗記してしまい、司法試験に合格したという異色の存在。勉強が得意で熱心だが世間知らず。弁護士になったものの目指すべき方向性を見出せなかったときに淳平を知ってその言葉を聞き、理想の弁護士と思うが、初対面で「今すぐ弁護士をやめるべきだ」と言われ、その後、勝つ為に手段を選ばない姿を目の当たりにして失望した。その後、代理人補佐の立場で淳平と争い、あまりに卑劣なやり口に手をあげてしまう。だが、代理人としての初仕事で懸命の努力にもかかわらず決定的証拠を掴めなかった京子のため、淳平が影で奔走したことを石田から聞かされ見直した。その後、依頼人の不正を知りながら守秘義務により身動き出来なくなった窮地を淳平に救われたことで、想いを寄せるようになる。
淳平から「弁護士失格」の烙印を押されたと思い込んでいた京子だったが、淳平が横領疑惑で逮捕された際には接見弁護人となっている。
実家は長野県で林檎農家をしている。絵画が好きで詳しく、そのことが淳平を救ったこともある。ピクルスが好き。
塚田 等〈55〉
演 - 谷啓
慶應義塾大学法学部卒。父親の跡を継いだ二代目弁護士。塚田法律事務所という小さな事務所を経営している。かつて、高岡謙次郎とは弁護士会の人権委員会で知り合って意気投合。以来、無二の親友となり、淳平とも親しい仲だった。高岡謙次郎が横領罪で告発された際に弁護人を務めたが、証拠品を紛失するという不手際により謙次郎が実刑判決を受け、その後自殺。そのことを現在も悔いており、その後、大内の許で成長した淳平の活躍を知っても顔を合わせるのを避けていた。
一日たりとも謙次郎のことを忘れた日はなく、仕事終わりに「ALOHA Cafe」を訪れても気分が晴れたことはない。
やがて大内が真相を知った淳平を切り捨てにかかると謙次郎を裏切り陥れたのが彼だと確信。淳平の容疑を晴らすため奔走し、大内と対決する。
塚田 直子〈22〉
演 - 井上晴美
お茶の水女子大学3年生。塚田等の娘。姫野京子とはサークルの先輩後輩。学力が劣っているため父の跡を継ぐ気はない。父の事務所を「あまり儲からない」とけなす。京子が弁護士として本格的に活動するようになった為、雑用係として事務所の一員となる。
布施 富雄〈30〉
演 - 高杉亘
塚田事務所を手伝うアルバイト。司法試験に落ちること13回で細かい条文には疎いものの、新米弁護士の京子以上に裁判の行方には精通している。
実家は寺。京子を密かに慕い、淳平をよく思っていない。直子と一緒にいることが多い。

### その他
神田 慎
演 - 松崎しげる
Bar「ALOHA Cafe」のマスター。塚田事務所の面々が常連として入り浸っている。塚田とは15年来の付き合い。
高岡 謙次郎
演 - 津嘉山正種
昭和38年、中央大学法学部卒。昭和39年、司法試験合格。昭和41年、司法修習終了（第28期）、弁護士登録（登録番号10588）。淳平の父。新聞記者になるか弁護士になるか悩んだ末、力試しで受けた司法試験に合格。弁護士となる。淳平にとっては理想の弁護士であった。黒菱商事を海難事故で弁護したが、黒菱商事の不正に気付いてこれを告発しようとするも、先手を打たれ代理人を解任された後、身に覚えのない横領の罪を着せられる。弁護士資格を剥奪され、獄中で失意のうちに自殺する。
亀井 修
演 - 森下哲夫
民事事件の裁判長。第1回の不当解雇訴訟、第2回の医療過誤訴訟、第3回の性的暴行訴訟、第4回の著作権訴訟、第5回の保険金請求訴訟、第6回の代金未払い訴訟、第7 - 9回の過労死訴訟の裁判長を担当。
廷吏
演 - 崎山凛
裁判所の廷吏。
角藤 浩一〈36〉
演 - 阿南健治
法曹日報の記者。強い者になびき、弱い者をいたぶる小物。どこにでも潜り込むゴキブリのような男。その実、戸川に囲われており、金を渡されて情報収集をすることが多い。淳平が横領容疑で逮捕された際には戸川の依頼でマスコミ各社に情報をリークし、バッシング記事の急先鋒となる。

### ゲスト

#### 第1回
熊野 和彦
演 - 白井晃（第7・8回）
早稲田大学卒。人権派弁護士。不当解雇裁判で高岡に煮え湯を飲まされたことにより、ライバル意識を持っている。後に、水沼亜紀の原告側代理人として高岡と対決する。
長崎 俊夫
演 - 浅野和之（第6回）
弁護士。第1回の不当解雇事件の原告側代理人（被告側代理人は高岡淳平）、第6回の代金未払い訴訟の被告側代理人（原告側代理人は姫野京子）。

#### 第2回
狩部 新男
演 - 奥村公延
医療過誤裁判の原告側の弁護士。東京帝国大学法学部卒。被告側の弁護士の高岡と対決する。
豊島
演 - 遠山俊也
筆跡鑑定人。医療過誤裁判で、2枚の投薬指示書の筆跡鑑定を担当。どちらも矢崎医師が書いたものと判定するが、そのうちの1枚は高岡の書いたものであることが明らかにされる。
矢崎
演 - 谷本一
大学病院勤務の医師。手術執刀の後、不整脈を抑える薬の投与量を間違えて指示したとの疑いを持たれる。
サカエムラ
演 - 宮内順子
不整脈を抑える薬の投与量を担当医師が間違えて指示したため、夫・ヨウゾウが死亡したという民事訴訟を起こす。

#### 第3回
松浦 友子
演 - 松田美由紀
准教授。研究室を主宰する中村教授に性的暴行をされたと訴えるが、それは弁護士・平瀬と共謀した虚偽の主張で、教授に代わって自分が研究室を引き継ぐことが目的であった。
平瀬 大三
演 - 小木茂光
48連勝の記録を持つ敏腕弁護士。原告・松浦の訴訟代理人。松浦と共謀して事件をねつ造していたことが、法廷で明らかにされる。

#### 第4回
佐野 健児
演 - 川原和久
画家。庄司画伯の画集に載っている絵のうちの1枚が自分の作品であるとして出版社を相手に民事訴訟を起こす。
長谷川
演 - 大高洋夫
弁護士。佐野の原告代理人。高岡を陥れようとする戸川の情報を元にして裁判を有利に進めるが、戸川の情報漏洩に気づいた高岡の偽情報に騙され、墓穴を掘る。
松浦 道雄
演 - 中丸新将
庄司画伯のすべての作品の権利を有する松浦アート出版の経営者。
辻 孝
演 - 村松克巳
銀座の画廊の社長。無名だった庄司画伯に対して、作品に月を書き加えることを強要した。結果的にその絵を含めた「三部作」が庄司画伯の名声を高めることになっており、画商としての能力は高いと思われる。
美術鑑定士
演 - 有福正志
被告側の証人として、庄司画伯の3枚の絵について法廷で鑑定を行う。

#### 第5回
江波 麗
演 - 余貴美子
「女・高岡淳平」と呼ばれており、和解には絶対に応じない。火災によって工場が焼失した企業が保険会社に火災保険の支払いを求める裁判の原告側代理人。
佐久間 信行
演 - 吉田亮
工場の火災を目撃し、法廷で証言を行う。
佐久間 洋一
演 - 佐々木誠人
信行の父。信行に対して厳格に接している。
ユニバーサル火災社員
演 - 高橋克実
放火の疑いがあるため、火災保険の保険金の支払いを延期していたところ、保険金の支払いを求めて訴訟を起こされ、セントラル・ローオフィスを訪問する。

#### 第6回
菊地 寛治
演 - 山田辰夫
菊地商会社長。弁護士に守秘義務があることを利用して姫野を脅す。
武田 繁
演 - 高杉航大
被告の大同物産に勤める社員。菊地と共謀して、菊地商会への発注書を偽造する。
岩淵 芳彦
演 - 団時朗（第7 - 10回）
急成長を遂げた大手商社ビッグストーンインターナショナル専務。その前身である黒菱商事でも幹部を務める。高岡謙次郎に依頼して海難事故の訴訟を起こす。だが、その調査過程で同社の不正を知った謙次郎が不正を告発しようとするや訴えを取り下げ、謙次郎を横領罪で告発して弁護士廃業に追い込み、さらには海難事故訴訟の相手方と合併してビッグストーンインターナショナルへと成長した。会社経営の為なら人の命などなんとも思わない卑劣漢。
その後、独立して「セントラル」を立ち上げた大内のために資金を援助。不法行為で得た多額の資金のマネーロンダリングを依頼している。大内とは一蓮托生の仲だがその真意は掴めていない。

#### 第7回
太田 幹夫
演 - 日野陽仁（第8・9話）
ビッグストーンインターナショナル社員。訴訟を担当する高岡をサポートすると称して監視し、岩淵へ報告をする。
水沼 亜紀
演 - 長野里美（第8・9話）
有給休暇中に東南アジアのホテルで不審死を遂げた夫が過労死であると、夫の勤め先だったビッグストーンインターナショナルを告発した女性。

#### 第9回
郷田 智明
演 - 古尾谷雅人（10話、特別出演）
敏腕検事。最後のキーパーソン。同僚の大半が大内の影響下に置かれ、淳平への任意同行や逮捕令状の請求、証拠のねつ造などに荷担する中、彼らとは一線を引く。
過去に高岡謙次郎の横領疑惑事件で主任検事を務め、有罪に追い込んだ人物。その際に弁護側で争った塚田とは旧知の仲。謙次郎の裁判に際し、周到に用意された証拠に飛びつき、その結果えん罪を生んだとの後悔の念を抱く。
「信頼できる検事を紹介して欲しい」という淳平の依頼で塚田が引き合わせる。淳平の告発を受理し、大内への脱税容疑によりセントラルを強制捜査。主任検事となり、淳平に逆襲の舞台を与える。

#### 第10回
大岡
演 - 西田健
大内の脱税に関する公判を担当する裁判長。不遜な態度を取る被告人の大内をたしなめる。

## スタッフ
- 脚本 - 戸田山雅司、旭井寧、青柳祐美子、田辺満
- 演出 - 若松節朗、石坂理江子
- 音楽 - 服部隆之
- 主題歌 - 織田裕二「愛までもうすぐだから」
- 法律監修 - 渡邊顯、本山信二郎
- 演出補 - 高丸雅隆、森保伸二
- プロデュース - 塩沢浩二
- プロデュース補 - 関谷正征
- 制作著作 - フジテレビ

## 放送日程
| 話数                                                       | 放送日   | サブタイトル               | 脚本                  | 演出       | 視聴率 |
| ---------------------------------------------------------- | -------- | -------------------------- | --------------------- | ---------- | ------ |
| 第1話                                                      | 10月18日 | 依頼人は嘘をつく           | 戸田山雅司            | 若松節朗   | 14.3%  |
| 第2話                                                      | 10月25日 | そこまでして勝ちたいか     | 戸田山雅司            | 若松節朗   | 13.9%  |
| 第3話                                                      | 11月01日 | 奴は、弁護士じゃない       | 戸田山雅司 旭井寧     | 石坂理江子 | 11.0%  |
| 第4話                                                      | 11月08日 | 透明な戦術                 | 青柳祐美子 戸田山雅司 | 石坂理江子 | 12.6%  |
| 第5話                                                      | 11月15日 | 小さな目撃者               | 田辺満                | 若松節朗   | 14.2%  |
| 第6話                                                      | 11月22日 | 72時間の逆転劇             | 戸田山雅司            | 若松節朗   | 16.3%  |
| 第7話                                                      | 11月29日 | 疑惑の法律事務所           | 戸田山雅司            | 石坂理江子 | 15.3%  |
| 第8話                                                      | 12月06日 | 告発                       | 戸田山雅司            | 石坂理江子 | 12.3%  |
| 第9話                                                      | 12月13日 | 正義をなくした一人の弁護士 | 戸田山雅司            | 若松節朗   | 12.2%  |
| 最終話                                                     | 12月20日 | 判決                       | 戸田山雅司            | 若松節朗   | 14.7%  |
| 平均視聴率 13.7%（視聴率は関東地区・ビデオリサーチ社調べ） |          |                            |                       |            |        |

- 第2回は、プロ野球日本シリーズ第4戦の中継が大幅に延長にされたため、2時間30分遅れの23時30分から放送された。

## その他
- 当初は『お金がない!』の脚本家・両沢和幸が本作の脚本を手掛ける予定だったが、コメディ路線を狙った両沢とシリアス路線を指向した制作側が衝突、両沢はクランクイン2週間前に降板した。急遽呼ばれた戸田山雅司はオーダーに応じた脚本を手掛けている。
- 主演の織田裕二は弁護士の役を演じるにあたって、ロサンゼルスに出かけて法廷を見学している。また、弁護士に会ってカバンの中まで見せてもらい、弁護士のイメージを膨らませた[3]。
- 横浜を舞台にしており、オフィスは横浜ランドマークタワー、主人公の自宅は戸田平和記念館、弁護士会館は神奈川県立歴史博物館、裁判所は大倉山記念館など、多くの横浜の建築物がロケ地として使用されている。
- 第1回は年休の取得が裁判の争点の一つとなり、これが誤解を与えかねないものだったため、第3回のエンディングでその旨の断り書きが挿入された。
- 第4回で、鶴田真由が演じる姫野京子が絵の知識を元に高岡に裁判を有利にするヒントを与えるが、鶴田自身も学生時代に西洋美術史を専攻している。
- 第9回で、弁護士の木村晋介が本人役で登場している。
- 第10回で高岡が大内を追い詰めるために刑事訴訟規則第124条の「対質」が利用された。
- 第1回で「ユニバーサルインシュアランス」がセントラルのクライアントらしき企業として名前が挙がるが、これは織田裕二が主演した『お金がない!』で主人公・萩原健太郎が勤めた外資系保険会社の名前である。
- 織田がフジテレビ系列ドラマで本作の次に主演した『踊る大捜査線』の第2話で、主人公・青島俊作が、篠原涼子演じる被疑者・ササキノリコに「高岡っていう良い弁護士知ってますよ」と言うシーンがあるが、これは本作の主人公・高岡淳平を想定したものと思われる。
- 視聴率が思うほど伸びなかったこと、制作スタッフが不祥事を起こしたことなど様々な要因でソフト化されずにいたが、2008年9月17日にDVDが発売された。